# 피지어 문법
이 문서는 피지어 문법을 설명한다. 아래 내용은 Dixon (1988)에 기반한 것으로, 표준 피지어가 아닌 보우마 방언을 다룬다.

## 개요
피지어는 이형태가 적은 교착어이다. 격변화는 없고, 시제·상과 주어·목적어 일치는 술어 앞이나 내부에 접어나 단어로 표시된다. 어순은 술어(동사)-목적어-주어가 기본인 VOS형 언어이지만, 실제 발화에서는 목적어와 주어의 순서가 자유롭게 나타나는 편이다. 나머지 명사구는 술어 뒤 어디에도 올 수 있다. 주제가 되는 명사구 한두 개를 절의 맨 앞으로 (즉 동사 앞으로) 이동시킬 수 있으나, 동사에 표시가 있어야 한다. 소유 표현에서 대명사 소유주 표지는 피소유 명사 앞에 위치하고, 소유주 명사구는 뒤에 위치한다. 전치사는 세 개가 있다.